# Huxleyia
Huxleyia is een geslacht van tweekleppigen uit de  familie van de Manzanellidae.

## Soorten
- Huxleyia cavernicola Hayami & Kase, 1993
- Huxleyia concentrica (Verco, 1907)
- Huxleyia diabolica (Jousseaume, 1897)
- Huxleyia habooba Oliver & Taylor, 2012
- Huxleyia munita (Dall, 1898)
- Huxleyia pentadonta Scarlato, 1981
- Huxleyia sulcata A. Adams, 1860